# Amphiscolops carvalhoi
Amphiscolops carvalhoi är en plattmaskart som beskrevs av Ernst Marcus 1952. Amphiscolops carvalhoi ingår i släktet Amphiscolops och familjen Convolutidae. Inga underarter finns listade i Catalogue of Life.